# میریا لهتونن
میریا لهتونن (فنلاندی: Mirja Lehtonen; ۱۹ اکتبر ۱۹۴۲ – ۲۵ اوت ۲۰۰۹) اسکی‌باز صحرانوردی زن اهل فنلاند بود.